# Підземні сховища газу Росії
На території Російської Федерації розташовані 25 підземних сховищ газу зі сумарною активною ємністю 65,2 млрд кубометрів. У Росії експлуатуються наступні ПСГ: Касимівське, Канчуринсько-Мусинський комплекс ПСГ, Північно-Ставропольське, Кущівське, Краснодарське, Гатчинське, Невське, Калузьке, Щолківське, Ув'язовське, Карашурське, Самарське, Пунгинське, Совхозне, Саратовське.

## Касимівське ПСГ
Розташоване в одноіменному районі Рязанської області в 250 км південної Москви і знаходиться в структурі Оксько-Цнинського вала. У наш час є найбільшим у світі, створеним у водоносному пласті. Забезпечує 30-35 % загальної потреби Москви та Московської області, а також розв'язує багато питання газопостачання Центрального району Росії. Активна ємність ПСГ становить понад 9 млрд кубометрів газу, кількість експлуатаційних свердловин — 287. Максимальна добова продуктивність в осінньо-зимовий період досягає 100 млн кубометрів газу, що співставно з величиною добового газовикористання Москви.

## Канчуринсько-Мусинський комплекс ПСГ
Розташований у Республіці Башкортостан і створений на базі відпрацьованого газоконденсатного місця. В результаті реконструкції, яка повинна була завершитися 2010 року, передбачається збільшення обсягу активного газу в комплексі ПХГ від 3,4 млрд кубометрів до 5,5 млрд кубометрів.

## Північно-Ставропольське ПСГ
Розташоване в Ставропольському краї і створене у виснажених пластах. Північно-Ставропольське ПСГ регулює сезонну нерівномірність поставок, забезпечуючи газопостачання споживачів Південного федерального округу, республік Закавказзя та надійність експортних поставок.

## Кущівське ПСГ
Розташоване на Північному Кавказі в Кущівському районі Краснодарського краю в 200 км від Краснодару і створене у виснажених пластах.